# Afrenella jansei
Afrenella jansei is een vlinder uit de familie uilen (Noctuidae). De wetenschappelijke naam van deze soort is voor het eerst geldig gepubliceerd in 1965 door Berio.
De soort komt voor in tropisch Afrika.